# Ici est ailleurs
Ici est ailleurs est une œuvre de musique de chambre de la compositrice franco-suédoise Madeleine Isaksson, écrite entre 1998 et 2001.

## Contexte et création
Madeleine Isaksson compose Ici est ailleurs en 1998 et la durée d'écriture s'étale jusqu'en 2001. Elle écrit alors pour flûte, percussion, violon, alto, violoncelle et contrebasse. L'œuvre s'inspire de trois photographies de son conjoint Jean-Louis Garnell. L'œuvre répond à une commande de la Radio Sweden pour l'ensemble KammarensembleN.

## Structure
L'œuvre comprend six mouvements :
1. Prologue
2. Ici
3. Intervalle 1
4. Est
5. Intervalle 2
6. Ailleurs